# Bliss OS
Bliss OS是一个基于Android的开源操作系统，适用于2014年及以前发布的任何Chromebook、PC或平板电脑，且兼容 KernelSU，可以遵循官方文档安装KernelSU。